# Mikwe (Offenburg)

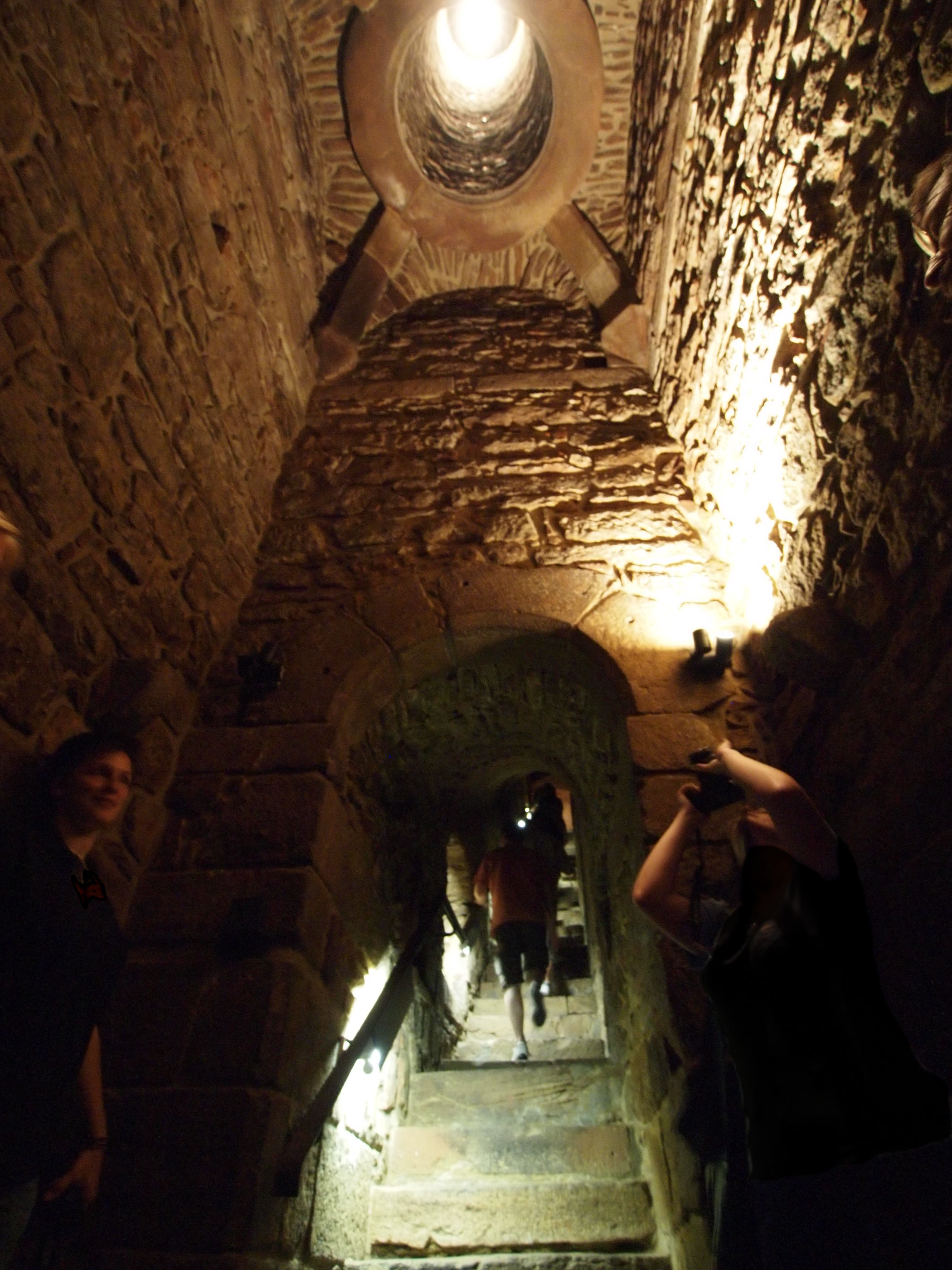
Mikwe in Offenburg

Die Mikwe in Offenburg, einer Stadt im Westen Baden-Württembergs, wurde vermutlich im 16./17. Jahrhundert errichtet. Die Mikwe unter dem Haus Glaserstraße 8 ist ein geschütztes Kulturdenkmal. Sie blieb bis in die 1970er Jahre der Öffentlichkeit verschlossen.

## Geschichte
Beim großen Stadtbrand von 1689 wurde die mittelalterliche Bebauung auf dem Grundstück über dem rituellen Bad zerstört, nur die Mikwe überdauerte geschützt unter der Erde. Bei der Errichtung der heutigen Bebauung wurde das Tauchbecken zum Brunnen umgenutzt. Die 14 Meter unter dem heutigen Bodenniveau befindliche Mikwe ist durch den Gewölbekeller des Hauses aus dem Jahr 1793 zugänglich. 
In den Jahren 2015/16 wurde die Mikwe denkmalgerecht saniert. In der Dauerausstellung erhalten die Besucher Informationen über die Geschichte der Juden in Offenburg, der Baugeschichte sowie den religiösen Hintergründen.